# Boubakary Soumaré
Boubakary Soumaré (* 27. Februar 1999 in Paris) ist ein französischer Fußballspieler, der als zentraler Mittelfeldspieler beim englischen Erstligisten Leicester City unter Vertrag steht.

## Vereinskarriere
Soumaré war als ein vielversprechendes Talent im Jugendbereich von 2011 bis 2017 Teil der Akademie von Paris Saint-Germain. Er wechselte 2017 ablösefrei zum Ligakonkurrenten OSC Lille. Soumaré machte sein professionelles Debüt für Lille in der Ligue 1 bei einem 3:0-Sieg gegen den FC Metz am 5. November 2017. Sein erstes Tor erzielte er am 5. Mai 2019 bei einem Auswärtsspiel gegen Olympique Lyon, welches mit 2:2 endete.
Im Juli 2021 verließ er Frankreich und wechselte nach England zu Leicester City. Dort unterschrieb er einen Vertrag bis Sommer 2026. Nach dem Abstieg von Leicester City in die EFL Championship wechselte er für die Saison 2023/24 per Leihe mit Kaufoption nach Spanien zum FC Sevilla.

## Nationalmannschaft
Soumaré wurde in Noisy-le-Sec (Paris) geboren und ist senegalesischer Abstammung. Er absolvierte Spiele für verschiedene Jugend-Auswahlen Frankreichs.

## Erfolge
- Französischer Meister: 2021